# Koichi Sugiyama
Koichi Sugiyama (すぎやまこういち, Sugiyama Kōichi) (11 de abril de 1931 – 30 de setembro de 2021) foi um compositor, maestro, e orquestrador japonês.